# Gauntlet (videogioco 1985)
Gauntlet è un videogioco arcade realizzato da Atari Games nel 1985. Titolo realizzato durante il periodo di grande popolarità dei giochi di ruolo alla Dungeons & Dragons, vede dei personaggi lottare contro una lunga serie di nemici all'interno di labirintici dungeon.
Venne progettato da Ed Logg che prese ispirazione appunto da Dungeons & Dragons, di cui suo figlio era un appassionato, e dal gioco per Atari 800 Dandy del 1983.
Venne pubblicato anche per numerose piattaforme domestiche, principalmente da U.S. Gold e Mindscape, ottenendo generalmente giudizi molto buoni dalle riviste dell'epoca.
Diede inizio a una lunga serie di seguiti e a un prolifico filone di giochi simili, a volte descritti proprio come cloni di Gauntlet. Già nel 1987 se ne contano almeno 7 di rilievo considerando solo quelli usciti per ZX Spectrum: Avenger, Dandy (1986), Druid, How to Be a Hero, Into the Eagle's Nest, Ranarama, Storm.

## Modalità di gioco
All'inizio del gioco occorre selezionare un personaggio: guerriero, mago, valchiria, elfo. Fino a quattro giocatori in contemporanea possono partecipare con un personaggio diverso ciascuno, sebbene in alcune versioni arcade e nelle conversioni domestiche i giocatori simultanei sono limitati a due.
Ognuno di essi possiede differenti caratteristiche, ad esempio il guerriero è il personaggio più forte nei combattimenti corpo a corpo, il mago possiede l'incantesimo più potente, la valchiria ha l'armatura più resistente, l'elfo è il personaggio più veloce.
Una volta scelto il personaggio, si comincia a vagare nei dungeon, mostrati con visuale dall'alto e scorrimento multidirezionale libero, uccidendo i numerosi mostri e raccogliendo cibo per ripristinare l'energia, tesori, chiavi e pozioni. L'energia cala lentamente anche con il solo passare del tempo e c'è una sola vita; l'energia può essere ripristinata anche inserendo un'altra monetina nel cabinato. Tutti i personaggi, anche se con efficacia diversa, possono attaccare in corpo a corpo, sparare a distanza e utilizzare magie limitate, fornite da alcune delle pozioni, che hanno effetto su tutto lo schermo.
I mostri inseguono sempre i giocatori e sono generati all'infinito da artefatti, che possono essere distrutti. Alcuni tipi di mostri sono anch'essi dotati di armi a distanza e magia. Non esiste un vero scopo se non quello di sopravvivere il più a lungo possibile e di terminare il maggior numero di livelli; per terminare un livello è sufficiente raggiungere l'uscita.
In Gauntlet arcade sono presenti alcune frasi realizzate tramite sintesi vocale, e riprodotte dal chip TMS5220C della Texas Instruments.

## Serie
La serie ufficiale di Gauntlet comprende i seguenti titoli su un arco di quasi trent'anni:
- Gauntlet (1985)
- Gauntlet II (1986)
- Gauntlet (1987) - versione differente per NES
- Gauntlet: The Deeper Dungeons (1987) - espansione del primo Gauntlet che aggiunge solo nuovi livelli, 512 in tutto, per Amstrad CPC, Atari 8-bit, Commodore 64, MSX, ZX Spectrum
- Gauntlet: The Third Encounter (1990) - esclusivo per Atari Lynx
- Gauntlet III: The Final Quest (1991)
- Gauntlet IV (1993) - esclusivo per Sega Mega Drive
- Gauntlet Legends (1998)
- Gauntlet Dark Legacy (2000) - espansione del precedente, ma uscito autonomamente su piattaforme diverse
- Gauntlet: Seven Sorrows (2005)
- Gauntlet: Slayer Edition (2014)